# Фрідріх Вахов'як
Фрідріх «Фрідель» Вахов'як (нім. Friedrich «Friedel» Wachowiak; 13 лютого 1920, Дортмунд, Веймарська республіка — 16 липня 1944, Кан, Франція) — німецький льотчик-ас винищувальної авіації, лейтенант люфтваффе. Кавалер Лицарського хреста Залізного хреста.
Всього за час бойових дій Вахов'як здобув 86 повітряних перемог на Східному фронті. Загинув у бою.

## Біографія
- Нагрудний знак пілота
- Залізний хрест 2-го і 1-го класу
- Орден «Доблесний авіатор», золотий хрест (Румунія) (1 серпня 1941)
- Почесний Кубок Люфтваффе (15 грудня 1941)
- Німецький хрест в золоті (22 січня 1942)
- Авіаційна планка винищувача в золоті
- Лицарський хрест Залізного хреста (5 квітня 1942) — за 46 перемог, здобутих у 160 бойових вильотах.